# Lukka

Lukka si trovava nella parte sudoccidentale dell'Asia Minore.

Le terre di Lukka furono spesso citate nei testi ittiti a partire dal II millennio a.C. Il termine indicava una regione situata nella parte sud-occidentale dell'Anatolia. Le terre di Lukka non furono mai poste in modo permanente sotto il controllo ittita e gli Ittiti le consideravano ostili.

## Descrizione
È comunemente accettato il fatto che il toponimo dell'età del bronzo, Lukka, sia connesso col classico Licia. C'è invece contrasto riguardo alla sua estensione. Trevor Bryce, discutendo le occorrenze del termine "Lukka" nei testi dell'età del bronzo, scrive:

Secondo altri
I guerrieri di Lukka combatterono alleati agli Ittiti nella famosa battaglia di Qadeš (ca. 1274 a.C.) contro il faraone egizio Ramesse II. Un secolo dopo, Lukka si rivoltò contro gli Ittiti. Il re ittita Šuppiluliuma II tentò invano di sconfiggerli, ed essi contribuirono al collasso dell'impero Ittita.
I Lukka vengono citati anche nei testi egizi. Furono tra i Popoli del Mare, che invasero l'Egitto ed il Mediterraneo orientale nel XII secolo a.C.